# Geneigtfrüchtiges Birnmoos

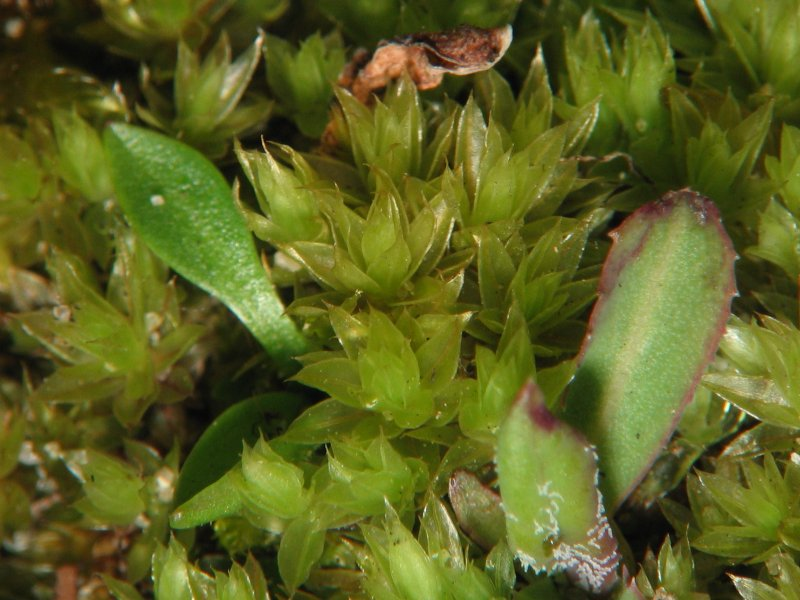
Geneigtfrüchtiges Birnmoos

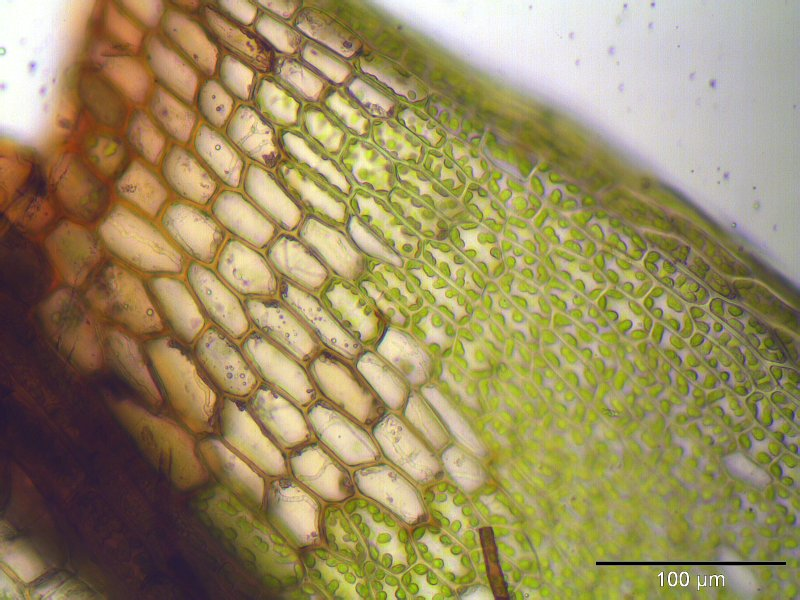
Rötliche Lamina an der Blattbasis (250× vergrößert)

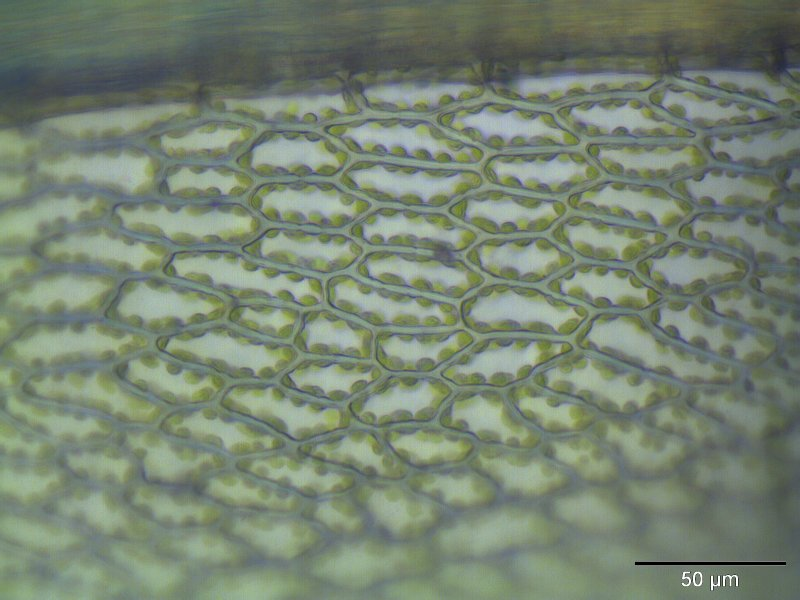
Laminazellen (400× vergrößert)

Das synözisch, autözische Geneigtfrüchtige Birnmoos (Bryum imbricatum) gehört zu einer Gruppe von recht ähnlichen Birnmoosen, die allesamt feuchte bis nasse Standorte bevorzugen und zum Teil kalkliebende Arten umfasst. Dazu gehören im Wesentlichen Bryum uliginosum, welches grünliche Blattgrundzellen aufweist, Bryum imbricatum, welches rötliche Blattgrundzellen besitzt, und Bryum algovicum, Bryum longisetum, Bryum intermedium, Bryum pallescens sowie Bryum creberrinum, die einen deutlichen 2–3-reihigen Blattsaum und ebenfalls rötliche Blattgrundzellen ausbilden. Viele dieser Moose kommen auch zusammen an gleichen Standorten vor. Steril sind diese nicht immer eindeutig bestimmbar.

## Erkennungsmerkmale
Bryum imbricatum wächst in dichten, frischgrünen bis bräunlich-rot-grünen Rasen. Die oberen Blätter sind gehäuft, vergrößert, stehen feucht aufrecht ab und sind trocken anliegend, eiförmig-lanzettlich geformt und ganzrandig. Sie verlaufen allmählich in eine lange Spitze. Die Blattränder weisen einen schmalen, deutlich abgesetzten Saum aus 2 bis 5 Zellen auf und sind oft deutlich zurückgebogen. Die Laminazellen werden etwa 40 bis 60 µm lang und 12 bis 20 µm breit. Die Laminazellen der Blattbasis sind rötlich gefärbt. Die Blattrippe ist deutlich entwickelt und oft rötlich gefärbt. In den Schopfblättern kann sie auch austreten. Die rötliche Seta wird 1,5 cm bis 4 cm lang und trägt hängende, verlängert eiförmige Kapseln, die im Durchmesser 14 bis 32 µm großen Sporen hervorbringt. Eine reichlich entwickelte Kapselreife erfolgt im Frühjahr.

## Vorkommen
Das Geneigtfrüchtige Birnmoos besiedelt basenreiche, kalkhaltige, lichtreiche, frische bis nasse Standorte auf sandiger, lehmiger, oder humusreicher Erde. Es wächst bevorzugt in Sanddünen, an sandigen Gewässerrändern, an Gräben, in Kies- und Tongruben, in Steinbrüchen, auf Mauern und am Rande von Torfausstichen. Das Moos ist nicht nur in weiten Teilen Europas verbreitet (aber auf Grund der Standortansprüche nicht häufig), sondern kommt auch in Südost-Asien, Nordafrika, Teilen Australiens und den circumpolaren Teilen Amerikas vor. In den Alpen dringt es bis in die alpine Stufe vor.